# وایشای نابینا
وایشای نابینا (به فرانسوی: Vaysha l'aveugle) یک انیمیش کوتاه است که در سال ۲۰۱۶ توسط تئودور اوشف و به تهیه‌کنندگی هیئت ملی فیلم کانادا با مشارکت آرته فرانسه ساخته شده‌است. این فیلم براساس داستانی از نویسنده بلغارستانی گئورگی گاسپودینف تولید شده و داستان دختری را روایت می‌کند که با یک چشم آینده و با چشم دیگر گذشته را می‌بیند و در نتیجه نمی‌تواند در زمان حال زندگی کند. این فیلم در هشتاد و نهمین دوره جوایز اسکار کاندید دریافت جایزه در بخش بهترین پویانمایی کوتاه شده که موفق به دریافت جایزه نشد.

## داستان
از لحظه‌ای که متولد شد، وایشا دختری خیلی خاص بود. او با چشم چپش فقط می‌تواند گذشته را ببیند، و با چشم راستش تنها می‌تواند آینده را ببیند. گذشته آشنا و امن است و آینده شوم و تهدید کننده. زمان حال برایش یک نقطه کور است.